# بيوميت
 بيوميت (بالإنجليزية:BIOMET) مصنع اجهزة طبية يقع في وارسو، إنديانا. الشركة متخصصة في المنتجات الترميمية لجراحة العظام وجراحة المخ والأعصاب وجراحة الوجه والفكين ومستلزمات غرفة العمليات. في عام 2015، أصبحت بيوميت جزءًا من الشركة الجديدة زيمر بيوميت.

## سوء السلوك
في عام 2012، دفعت بيوميت أكثر من 22 مليون دولار لتسوية انتهاكات SEC ووزارة العدل لقانون الممارسات الأجنبية الفاسدة (FCPA). من عام 2000 إلى أغسطس 2008 قام بيوميت برشوة أطباء عامين في الأرجنتين والبرازيل والصين بما يصل إلى 15-20 ٪ من البيع. والشركات الفرعية الأربع المعنية هي بيوميت الأرجنتين، والفرع الأمريكي التابع لـ بيوميت العالمية، وبيوميت الصين.

## روابط خارجية
- موقع بيوميت الرسمي
- سمون هيرمان: أبطال القرن الخفيون: إستراتيجيات النجاح لقادة السوق العالمية غير المعروفين.